# 匍茎短筒苣苔
匍茎短筒苣苔（学名：Boeica stolonifera）为苦苣苔科短筒苣苔属下的一个种。

## 扩展阅读
- 維基物種上的相關：匍茎短筒苣苔